# Bahne Rabe
Bahne Rabe (n. 7 august 1963, Hamburg, RFG – d. 5 august 2001, Kiel, Germania) a fost un canotor german, medaliat olimpic. A participat la 2 ediții ale Jocurilor Olimpice (1988, 1992) în care a câștigat o medalie de aur și o medalie de bronz.